# Dmytro Dontsov
Dmytro Ivanovytch Dontsov  (en ukrainien : Дмитро Іванович Донцов) est né le 29 août 1883 à Melitopol et est décédé le 30 mars 1973 à South-West au États-Unis. Il fut journaliste, théoricien politique, éditeur et critique littéraire. Dmytro Dontsov est connu pour avoir, par ses idées radicales, cristallisé l'idéologie nationaliste en Ukraine via l'Organisation des nationalistes ukrainiens.

## Ses débuts
De 1900 à 1907 Dmytro Dontsov vécut et étudia le droit à Saint-Pétersbourg où il fut très actif dans les milieux ukrainiens où il rencontrait Valentyna Lioubov. Il adhère au Parti révolutionnaire ukrainien et plus tard au Parti ouvrier social-démocrate ukrainien (USDRP). C'est à ce moment qu'il commence sa carrière de journaliste. Brièvement emprisonné pour ses engagements politiques, Dmytro Dontsov fuit Kiev pour la Galicie en 1908. En 1909 il étudia le droit à Vienne.

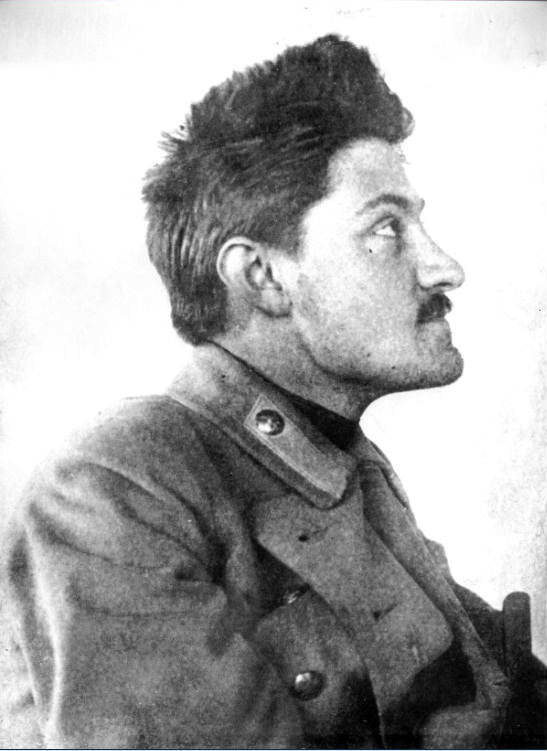
Photographie policière de 1907.

En 1913, lors d'un deuxième congrès d'étudiants ukrainiens à Lviv, Dmytro Dontsov condamne l'orientation russophile d'une grande partie de l'intelligentsia de Galicie. Il plaide en faveur d'un programme politique anti-russe et d'une séparation politique entre la Russie et l'Ukraine. Son discours, La situation politique actuelle de la nation et de nos tâches, suscita la désapprobation de nombreux dirigeants socialistes ukrainiens ainsi que celle de Vladimir Lénine. Rompant avec l'USDRP, Dmytro Dontsov devint en 1914, le premier chef de l'Union pour la libération de l'Ukraine (SVU) qu'il quitta néanmoins très vite pour des divergences politiques.
De 1914 à 1916, il dirigea le service d'information à Berlin du club ukrainien parlementaire de Vienne et publia son bulletin de presse hebdomadaire Korrespondenz. De 1916 à 1917, il dirigea le Bureau des peuples de la Russie à Berne en Suisse. En 1917 il retourne à Lviv, où il obtient son diplôme de docteur en droit puis rejoint Kiev. D'avril à novembre 1918, il y dirigea le bureau de presse et l'agence télégraphique ukrainienne lors du court "Hetmanat" de Pavlo Skoropadsky.
De 1919 à 1921 il dirigea la section de presse et d'information de la mission diplomatique d'Ukraine à Berne. En 1922 Dmytro Dontsov retourne à Lviv et se met à critiquer ses anciennes idées socialistes et marxistes. Il devient anti-démocratique et idéologue d'un nationalisme intégral ukrainien. Jusqu'à la Seconde Guerre mondiale, bon nombre de ses articles parurent dans la presse allemande, polonaise et suisse.

## Son influence politique
De 1922 à 1939 Dmytro Dontsov vécut à Lviv et devint une figure très influente. Il fut l'éditeur de Zahrava de 1923 à 1924 et du journal Vistnyk de 1933 à 1939. Dmytro Dontsov fut l'auteur de nombreux articles et livres. En 1939, à la suite de l'occupation soviétique de la Galicie, il s'enfuit à Gdańsk. De là il se rendit à Berlin, puis à Bucarest où il fut de 1940 à 1941 rédacteur de la revue Batava. En 1941, il déménagea à Berlin puis à Prague où il écrivit des articles sur l'Europe de l'est dans la presse allemande.
À la fin de la Seconde Guerre mondiale, il fuit vers la zone américaine en Allemagne puis vers Paris, en Angleterre pour atterrir finalement aux États-Unis. En 1947 il s'installa à Montréal où, de 1949 à 1952, il donna des conférences sur la littérature ukrainienne à l'université. Sa vie au Canada fut consacrée à l'écriture. Il écrivit notamment sur l'OUN-B et révisa plusieurs de ses œuvres des années 1920 et 1930.